# Bligny-lès-Beaune
Bligny-lès-Beaune este o comună în departamentul Côte-d'Or, Franța. În 2009 avea o populație de 1,222 de locuitori.

## Evoluția populației
| An        | 1975 | 1982 | 1990  | 1999  | 2006  | 2009  |
| --------- | ---- | ---- | ----- | ----- | ----- | ----- |
| Populație | 695  | 948  | 1,076 | 1,170 | 1,182 | 1,222 |